# Drew Garrett
Drew Garrett Nelson (* 21. April 1989 in Jupiter, Florida) ist ein US-amerikanischer Schauspieler. Seine bislang bekannteste Rolle war die des Michael Corinthos, welche er von 2009 bis 2010 in der Krankenhausserie General Hospital verkörperte.

## Leben und Wirken
Drew Garretts Mutter war Managerin des Non-Profit-Theaters Kravis Center for the Performing Arts in West Palm Beach. 2005 zog er mit ihr nach Los Angeles, wo er 2007 seine Schulausbildung an der Los Angeles County High School for the Arts abschloss.
Garrett, der bereits während seiner Schulzeit Erfahrungen als Darsteller hatte sammeln können, bekam seine ersten Fernsehrollen in vereinzelten Episoden von Serien wie True Jackson und Criminal Minds. Seine wohl bekannteste Rolle verkörperte er von 2009 bis 2010 in der Krankenhausserie General Hospitel, wo er in 170 Episoden den Michael Corinthos spielte. Diese Darstellung brachte Garrett 2010 eine Nominierung für den Daytime Emmy Award for Outstanding Younger Actor in a Drama Series ein. 2011 hatte er sein Spielfilmdebüt mit einer Nebenrolle in der Liebeskomödie Divorce Invitation. 
2012 verkörperte Garrett in der Serie Silverwood: Final Recordings in 78 Episoden die Rolle des Jimmy Lowe. 

## Filmografie
- 2008: True Jackson (True Jackson, VP, Fernsehserie, 1 Folge)
- 2008: Criminal Minds (Fernsehserie, 1 Folge)
- 2008:  Cougars (Fernsehserie, 2 Folgen)
- 2009–2010: General Hospital (Fernsehserie, 170 Folgen)
- 2011: The Mentalist (Fernsehserie, 1 Folge)
- 2011: Glassy (Kurzfilm)
- 2011: Divorce Invitation
- 2012: BlackBox TV (Fernsehserie, 1 Folge)
- 2012: Never Fade Away (Fernsehserie, 4 Folgen)
- 2012: Silverwood: Final Recordings (Fernsehserie, 78 Folgen)
- 2014: Fort Bliss
- 2016: Youthful Daze (Fernsehserie, 1 Folge)
- 2016: The Tiger Hunter
- 2016: 12 Deadly Days (Fernsehserie, 1 Folge)
- 2019: Buying Time
- 2019: Dauntless: The Battle of Midway
- 2019: Man in Hoodie
- 2022: X-Factor: Das Unfassbare (Beyond Belief, Fernsehserie, 1 Folge)